# Kanton Évaux-les-Bains
Évaux-les-Bains is een kanton van het Franse departement Creuse. Het kanton maakt deel uit van het arrondissement Aubusson.

## Gemeenten
Het kanton Évaux-les-Bains omvatte tot 2014 de volgende 8 gemeenten:
- Arfeuille-Châtain
- Chambonchard
- Évaux-les-Bains (hoofdplaats)
- Fontanières
- Reterre
- Saint-Julien-la-Genête
- Saint-Priest
- Sannat

Door de herindeling van de kanton bij decreet van 17 februari 2014, met uitwerking op 22 maart 2015 werd het kanton uitgebreid met de volgende 9 gemeenten uit het opgeheven kanton Chambon-sur-Voueize:
- Auge
- Budelière
- Chambon-sur-Voueize
- Lépaud
- Lussat
- Nouhant
- Tardes
- Verneiges
- Viersat